# Asarona

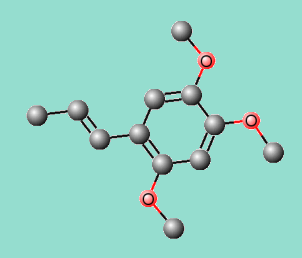
Molécula en 3D de la
α-asarona
(E)-1,2,4-Trimetoxi-5-(1-propenil)benzeno.

Las asarona es un éter fenólico cristalino, encontrado en aceites esenciales de plantas como artemisa vulgar y cálamo. Como fragancia de aceite volátil se utiliza para matar plagas y bacterias. La asarona es un precursor posible de la feniletilamina TMA-2. Las enfermedades que pueden ser tratadas con medicamentos mezclados con este compuesto son la difteria, la fiebre tifoidea y la tuberculosis.
Se emplea para dar aroma a los vermús. Este compuesto está asociado a depresión, aumento de líquidos en el abdomen, problemas cardíacos y hepáticos. También se le ha asociado con tumores en ratas. Está prohibido su uso en algunos países, como en Estados Unidos.
Existen dos tipos principales de asarona: el tipo alfa y el tipo beta.

## α-asarona

### Usos
En la búsqueda de compuestos que pudieran ser utilizados para el control de Aedes aegypti, mosquito vector portador del agente del dengue, se evaluó el efecto larvicida de α-asarona y cuatro análogos estructurales: 
- 2-etilfenoxiacetato de etilo (A-1),
- 3-etilfenoxiacetato de metilo (A-2),
- 3-etilfenoxiacetato de etilo (A-3) y
- 2,5-dimetilfenoxiacetato de metilo (A-4)

Estas sustancias se usaron contra larvas de tercer estadio del mosquito. Los resultados obtenidos sugieren que el α-asarona y los cuatro análogos estructurales examinados ofrecen un gran potencial como nuevos agentes para el control de las larvas de A. aegypti.

## β-asarona

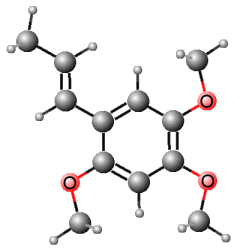
Molécula en 3D de la
β-asarona
(Z)-1,2,4-Trimetoxi-5-(1-propenil)benzeno.

La β-asarona se encuentra en el aceite esencial de ácoro, Acorus calamus, obtenido del rizoma de esta planta, que se utiliza como aromatizante en algunas bebidas alcohólicas. El aceite de cálamo más empleado con este fin (el europeo, de una variedad diploide) contiene alrededor del 5% de esta substancia, pero el de algunas otras variedades indias puede llegar al 80%. La β-asarona es un potencial cancerígeno, y consecuentemente la utilización del aceite de cálamo como aromatizante se ha prohibido en muchos países. Por el contrario, la raíz en polvo se ha popularizado como ingrediente de “medicinas naturistas”.
La β-asarona es susceptible de ser convertida en trimetilanfetamina, una sustancia con una potencia psicoactiva 10 veces superior a la de la mescalina.

## Productos con asarona
El éxtasis vegetal es un estimulante de la corteza nerviosa debido a la presencia de cafeína y de análogos anfetamínicos, como la efedrina de la efedra o la asarona del ácoro.

## Efectos adversos
La asarona es altamente tóxica: produce sensación de quemazón sobre la lengua, estornudos, irritación de la mucosa gástrica y puede resultar narcótica y abortiva. A dosis elevadas puede producir astenia, taquicardia, convulsiones, midriasis, fotofobia, disnea, e incluso coma y muerte por parálisis respiratoria. 